# 뉴질랜드 행동당

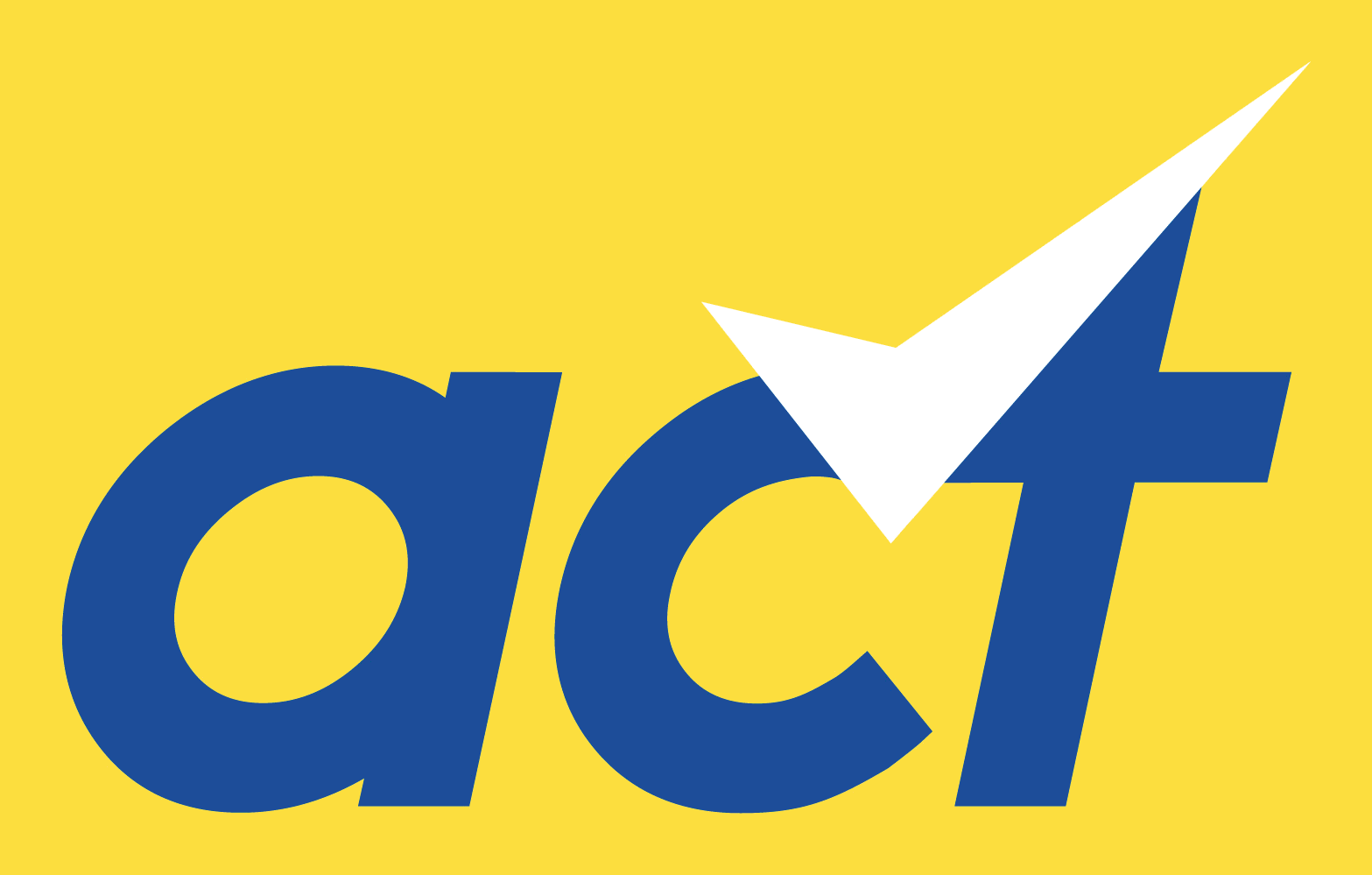

뉴질랜드 행동당(영어: ACT New Zealand)은 뉴질랜드의 정당이다. 현재 행동당은 의회내 제6당이다. 현재 당수는 로드니 하이드(영어: Rodney Hide)에 이어 2011년 돈 브래시(영어: Don Brash)가 맡고 있다. 연이은 선거 참패로 제4당, 5석에서 제6당, 1석으로 떨어졌으나, 국민당과의 연정 구성에는 변함이 없다.
1993년에 설립된 로저 더글러스(영어: Roger Douglas)와 데렉 퀴글리(영어: Derek Quigley)에 의해 설립된 소비자 납세자 협회(영어: Association of Consumers and Taxpayers)가 전신이며, 당의 이름 또한 여기서 유래된 이름이다. 1994년에 정당으로 개편되었으며, 1996년에 실시된 뉴질랜드 총선거에서 처음으로 뉴질랜드 의회에 입성했다.

## 당 이념 및 노선
행동당은 고전적 자유주의를 표방하고 있고, 당의 정치적 이념은 보수주의 ·  자유시장주의로 구성된 당이다. 전통적인 자유주의, 작은 정부, 자유방임주의 원칙을 고수하고 있으며, 이는 당이 개인의 자유와 개인적 책임에 대한 높은 존중이라고 여기는 것과 결합되어 있다고 말한다.